# Бари, Нина Карловна
Нина Карловна Бари (19 ноября 1901, Москва, Российская империя — 15 июля 1961[…], Москва, СССР) — советский математик, известна своими трудами в области тригонометрических рядов. Доктор физико-математических наук (1935), профессор МГУ.
Муж — математик В. В. Немыцкий.

## Биография
Родилась 6 (19) ноября 1901 года в Москве в семье известного московского детского врача Карла Адольфовича Бари (1868—1928), получившего степень доктора медицины в 1905 году после защиты в Императорской Военно-медицинской академии диссертации «Ossa zygomatica (Краниометрические исследования)». Напечатанная им в 1906 году книга «Бешенство» (М.: Тип. С. П. Семенова) неоднократно переиздавалась, 4-е издание — Москва: Гос. изд-во, 1925. Мать, Ольга Эдуардовна (урождённая Зелингсон) была домохозяйкой.
В 1918 году Нина Бари окончила частную женскую гимназию Л. О. Вяземской, сдала экзамены на аттестат зрелости в 10-й московской гимназии и поступила на физико-математический факультет в МГУ — ещё в гимназии она увлеклась математикой. Время её обучения совпало с периодом бурного развития московской школы теории функций, возглавляемой Н. Н. Лузиным, который заметил её способности и вскоре она стала одной из его видных учениц и активной участницей его семинара — членом «Лузитании».
Свои первые результаты по теории множеств Н. К. Бари получила ещё когда училась на третьем курсе университета. В 1921 году окончила университет и была оставлена при нём для подготовки к профессорской деятельности. Вскоре при МГУ был организован НИИ математики и механики, аспирантом которого была зачислена Бари. В 1925 году она окончила аспирантуру и в январе следующего года защитила кандидатскую диссертацию на тему «О единственности тригонометрических разложений», которая была отмечена премией Главнауки.
С 1921 года она преподавала в Московском лесотехническом институте — до его перевода в Ленинград в 1925 году; одновременно, она работала в 1921—1923 гг. — в Московском политехническом институте, в 1921—1922 гг. — в Коммунистическом университете им. М. Я. Свердлова. В 1926 году начала работать в Московском университете вычислителем.
Преподавательская деятельность Н. К. Бари на физико-математическом факультете Московского университета началась в марте 1928 года; в 1932 году она стала профессором МГУ. Степень доктора физико-математических наук без защиты, ей присудили в 1935 году, когда она была уже известным учёным, имевшим фундаментальные результаты в теории тригонометрических рядов и теории множеств. В 1928—1934 годах она также преподавала в Московском педагогическом институте, сначала доцентом, затем — профессором.
С 1927 года она — член Французского и Польского математических обществ. В 1927 году в Париже активно участвовала в семинаре Адамара. Бари представляла советскую математическую школу на международных математических конгрессах в Болонье (1928) и в Эдинбурге (1958).
В 1934—1936 годах была научным сотрудником математического института им. В. А. Стеклова.
В 1936 году, во время политической травли Н. Н. Лузина она осталась верной своему учителю. Когда, уже после его смерти, готовилось издание его трудов, Бари приняла в этом активное участие, проделав огромную редакционную работу.
Погибла 15 июля 1961 года, попав под поезд. Похоронена на Введенском кладбище (уч. 8) в Москве вместе с отцом.

## Публикации
- Теория рядов: Учебник для высших педагог. учеб. заведений / Н. К. Бари. — М. : Гос. Учебно-пед. изд-во, 1936. — 139 с.: ил. — (Курс математического анализа / Под ред. акад. Н. Н. Лузина; Ч. 4).
- «Проблема единственности разложения функции в тригонометрический ряд». // УМН, 4:3(31) (1949), 3-68.
- Тригонометрические ряды. — М.: Физматгиз, 1961. — 936 с.: черт.
- Bari N.K. Trigonometric Series, Holt, Rinehart and Winston. — New York, 1967.